# Championnats d'Europe féminins de judo 1978
Navigation
Édition précédente Édition suivante
La 4e édition des championnats d'Europe féminins de judo s'est déroulée les 11 et 12 novembre 1978 à Cologne, en Allemagne de l’Ouest. 

## Résultats
| Épreuves             | Or                       | Argent                  | Bronze                                           |
| -------------------- | ------------------------ | ----------------------- | ------------------------------------------------ |
| - 48 kg super-légers | Jane Bridge (GBR)        | Annie Vial (FRA)        | Christine Jankowski (FRG) Leire Iglesias (ESP)   |
| - 52 kg mi-légers    | Edith Hrovat (AUT)       | Sacramento Moyano (ESP) | Christiane Herzog (FRA) Thérèse Nguyen (SUI)     |
| - 56 kg légers       | Gerda Winklbauer (AUT)   | Dawn Netherwood (GBR)   | Elisabeth Ricciato (ITA) Rebecca Ljundberg (SWE) |
| - 61 kg mi-moyens    | Ingrid Berg (FRG)        | Martine Rottier (FRA)   | Gloria Monti (ITA) Jeannine Peeters (BEL)        |
| - 66 kg moyens       | Katrin Krüger (FRG)      | Verena Rothacher (SUI)  | Marie-France Mil (BEL) Paulette Fouillet (FRA)   |
| - 72 kg mi-lours     | Barbara Claßen (FRG)     | Catherine Pierre (FRA)  | Avril Malley (GBR) El Vermeer (NED)              |
| + 72 kg lourds       | Christiane Kieburg (FRG) | Margit Schmutzer (AUT)  | Muriel Samery (FRA) Giovanna Parenti (ITA)       |
| Toutes catégories    | Varma Rothacher (SUI)    | Jocelyne Triadou (FRA)  | Marie-France Mil (BEL) Avril Malley (GBR)        |

## Tableau des médailles
| Rang | Nation               | Or | Argent | Bronze | Total |
| ---- | -------------------- | -- | ------ | ------ | ----- |
| 1    | Allemagne de l'Ouest | 4  | 0      | 1      | 5     |
| 2    | Autriche             | 2  | 1      | 0      | 3     |
| 3    | Royaume-Uni          | 1  | 1      | 2      | 4     |
| 4    | Suisse               | 1  | 1      | 1      | 3     |
| 5    | France               | 0  | 4      | 3      | 7     |
| 6    | Espagne              | 0  | 1      | 1      | 2     |
| 7    | Italie               | 0  | 0      | 3      | 3     |
| 7    | Belgique             | 0  | 0      | 3      | 3     |
| 9    | Pays-Bas             | 0  | 0      | 1      | 1     |
| 9    | Suède                | 0  | 0      | 1      | 1     |
|      |                      | 8  | 8      | 16     | 32    |

## Sources
- Podiums complets sur le site JudoInside.com.

- Podiums complets sur le site alljudo.net.

- Podiums complets sur le site Les-Sports.info.